# Гольяны (Удмуртия)
Голья́ны — село в Завьяловском районе Удмуртской Республики Российской Федерации.

## География
Село стоит на правом берегу Камы, через него протекает река Гольянка, в 34 км к востоку от центра Ижевска и в 22 км к востоку от Завьялово.

### Уличная сеть
- Васильковая улица
- Вишневая улица
- Горького улица
- Дачный микрорайон
- Заречная улица
- Ковалевский микрорайон
- Колдубина улица
- Красных Баржевиков улица
- Мира улица
- Молодёжная улица
- Нагорная улица
- Новая улица
- п/л Рассвет населенный пункт
- Пионерская улица
- Полевая улица
- Раскольникова улица
- Рассветный микрорайон
- Советская улица
- Совхозная улица
- Сосновый микрорайон
- Труда улица
- Чкалова улица
- Чкалова проезд
- Полевая улица

## История
Первое упоминание о Гольянах встречается в описях 1621 года «Деревня Гольян на реке Каме…». Согласно дозорной книге того же 1621 года в Гольянах было 12 дворов. В переписи 1710 года в Гольянах уже было 35 дворов.
В 1754 году начато строительство новой деревянной Крестовоздвиженской церкви взамен старой обветшавшей, дата строительства которой не установлена. В 1795 году эта церковь сгорела от удара молнии и взамен неё начато строительство нового каменного храма с тем же названием, строительство которого длилось до 1804 года. В 1932 году была закрыта.
После возникновения в 1760 году Ижевского завода, гольянская пристань стала его главным речным портом: через Гольяны на завод поступало необработанное железо, а с завода отправлялась готовая продукция. В 1774 году крестьянская армия Емельяна Пугачёва прошла через Гольяны, разграбив складированное на пристани кровельное железо и раздарив его крестьянам.
По данным десятой ревизии в 1859 году в 125 дворах казённого села Гольяны при речке Гольянке проживал 841 человек, работало сельское училище, пристань, 3 мельницы, 2 кузницы.
Материалы по статистике Вятской губернии. Статистическое отделение при Вятской губернской Земской Управе. 1892 год. описывала селение следующим образом:
Село Гольяны расположено при рѣкѣ Камѣ и рѣчкѣ Гольянкѣ, въ 35 верстахъ отъ города Сарапула. Оно представляетъ изъ себя административный, образовательный и религіозный центръ Гольянской волости. Жители — русскіе, сельскіе обыватели (бывшіе непремѣнные работники), православные. О времени заселенія этой мѣстности не сохранилось никакихъ указаній. Существуетъ преданіе, что когда проходилъ черезъ село Пугачевъ, то жители умудрились скрасть у него три обоза съ сапогами. На мѣстѣ нынѣшней базарной площади находится старинное кладбище. Противъ церкви, на берегу Камы, по веснамъ крестьяне не рѣдко находятъ мелкія серебряныя монеты эллиптической формы величиною съ плоскій кедровый орехъ, которыя продаютъ по 5 копѣекъ за штуку. Въ селѣ имѣется до 5 штукъ вѣялокъ. Обществу принадлежатъ двѣ мукомольныя водяныя мельницы.
.
В конце XIX века переселенцы из села Гольяны основали деревню Шутёмы, которая просуществовала до 1967 года.
В 1918 году село оказалось в центре Ижевско-Воткинского восстания. В честь одного из большевистских командиров, активно участвовавших в его подавлении, Ф. Ф. Раскольникова, село было переименовано в Раскольниково, но в 1938 году селу было возвращено историческое название.
В 1930-е десятки гольяновских крестьян были раскулачены и репрессированы.
В годы Великой Отечественной войны погибло около 90 жителей Гольян.

### Административно-территориальная принадлежность
До революции село было центром Гольянской волости Сарапульского уезда Вятской губернии.
В 1923 году село вошло в Сарапульский район Сарапульского округа Уральской области, было центром Гольянского сельсовета.
В 1935 году село вошло в состав Ижевского района Удмуртской АССР, а в 1937 году было передано в Завьяловский район.
В 1962 году село было передано в Ижевский сельский район, но с 1965 года оно снова входит в состав Завьяловского района.
До 25 июня 2021 года административный центр Гольянского сельского поселения, упразднённое в связи с преобразованием муниципального района в муниципальный округ.

## Население
| 2003 | 2010  | 2012  |
| ---- | ----- | ----- |
| 1307 | ↘1170 | ↗1179 |

### Историческая численность населения
На 1928 год население села составляло 1134 человека.

### Национальный и гендерный состав
Согласно результатам переписи 2002 года, в национальной структуре населения русские составляли 84 % из 1176 чел., из них 545 мужчин, 631 женщин.

## Инфраструктура
В селе находится приход Богоявления Ижевской и Удмуртской епархии Русской Церкви, а также 2 объекта культурного наследия регионального значения: оружейный склад Ижевского завода и братская могила революционеров, замученных белогвардейцами в плавучей барже-тюрьме.

### Экономика и социальная сфера
Главным предприятием села является Агрокомплекс «Камский» ООО «Восточный», преобразованный из совхоза «Камское».
В Гольянах работают МБОУ «Гольянская средняя общеобразовательная школа», детский сад, МУЧ «Культурный комплекс „Гольянский“», Гольянская врачебная амбулатория МУЗ «Завьяловская ЦРБ», Гольянская ветеринарная лечебница Завьяловской районной ветстанции, Поисково-спасательный отряд № 6, Отделение почтовой связи «Гольяны» ОСП «Ижевский почтамт» УФПС УР филиал ФГУП «Почта России», клуб.

## Транспорт
До села Гольяны можно добраться на 313 маршруте автобуса с центрального автовокзала г. Ижевска.